# Grand Prix Formule 1 van Duitsland 1983
De Grand Prix Formule 1 van Duitsland 1983 werd gehouden op 7 augustus op de Hockenheimring. Het was de tiende race van het seizoen.

## Uitslag
| Positie | Nummer | Rijder             | Team              | Ronden | Tijd/Opgave       | Startplaats | Punten |
| ------- | ------ | ------------------ | ----------------- | ------ | ----------------- | ----------- | ------ |
| 1       | 28     | René Arnoux        | Ferrari           | 45     | 1:27:10.319       | 2           | 9      |
| 2       | 22     | Andrea de Cesaris  | Alfa Romeo        | 45     | + 1:10.652        | 3           | 6      |
| 3       | 6      | Riccardo Patrese   | Brabham-BMW       | 45     | + 1:44.093        | 8           | 4      |
| 4       | 15     | Alain Prost        | Renault           | 45     | + 2:00.750        | 5           | 3      |
| 5       | 7      | John Watson        | McLaren-Ford      | 44     | + 1 Ronde         | 23          | 2      |
| 6       | 2      | Jacques Laffite    | Williams-Ford     | 44     | + 1 Ronde         | 15          | 1      |
| 7       | 29     | Marc Surer         | Arrows-Ford       | 44     | + 1 Ronde         | 20          |        |
| 8       | 25     | Jean-Pierre Jarier | Ligier-Ford       | 44     | + 1 Ronde         | 19          |        |
| 9       | 30     | Thierry Boutsen    | Arrows-Ford       | 44     | + 1 Ronde         | 14          |        |
| 10      | 1      | Keke Rosberg       | Williams-Ford     | 44     | + 1 Ronde         | 12          |        |
| 11      | 34     | Johnny Cecotto     | Theodore-Ford     | 44     | + 1 Ronde         | 22          |        |
| 12      | 4      | Danny Sullivan     | Tyrrell-Ford      | 43     | + 2 Rondes        | 21          |        |
| 13      | 5      | Nelson Piquet      | Brabham-BMW       | 42     | Brand             | 4           |        |
| DSQ     | 8      | Niki Lauda         | McLaren-Ford      | 44     | Gediskwalificeerd | 18          |        |
| DNF     | 16     | Eddie Cheever      | Renault           | 38     | Benzinesysteem    | 6           |        |
| DNF     | 32     | Piercarlo Ghinzani | Osella-Alfa Romeo | 34     | Olielek           | 26          |        |
| DNF     | 26     | Raul Boesel        | Ligier-Ford       | 27     | Motor             | 25          |        |
| DNF     | 23     | Mauro Baldi        | Alfa Romeo        | 24     | Turbo             | 7           |        |
| DNF     | 36     | Bruno Giacomelli   | Toleman-Hart      | 19     | Turbo             | 10          |        |
| DNF     | 35     | Derek Warwick      | Toleman-Hart      | 17     | Motor             | 9           |        |
| DNF     | 40     | Stefan Johansson   | Spirit-Honda      | 11     | Motor             | 13          |        |
| DNF     | 27     | Patrick Tambay     | Ferrari           | 11     | Motor             | 1           |        |
| DNF     | 11     | Elio de Angelis    | Lotus-Renault     | 10     | Motor             | 11          |        |
| DNF     | 3      | Michele Alboreto   | Tyrrell-Ford      | 4      | Brandstofpomp     | 16          |        |
| DNF     | 12     | Nigel Mansell      | Lotus-Renault     | 1      | Motor             | 17          |        |
| DNF     | 33     | Roberto Guerrero   | Theodore-Ford     | 0      | Motor             | 24          |        |
| DNQ     | 17     | Kenny Acheson      | RAM-Ford          |        |                   |             |        |
| DNQ     | 31     | Corrado Fabi       | Osella-Alfa Romeo |        |                   |             |        |
| DNQ     | 9      | Manfred Winkelhock | ATS-BMW           |        |                   |             |        |

## Statistieken
| Pole-position | Patrick Tambay | Ferrari | 1:49.328 |
| Snelste ronde | René Arnoux    | Ferrari | 1:53.938 |

1931 · 1932 · 1934 · 1935 · 1936 · 1937 · 1938 · 1939 · 1951 · 1952 · 1953 · 1954 · 1956 · 1957 · 1958 · 1959 · 1961 · 1962 · 1963 · 1964 · 1965 · 1966 · 1967 · 1968 · 1969 · 1970 · 1971 · 1972 · 1973 · 1974 · 1975 · 1976 · 1977 · 1978 · 1979 · 1980 · 1981 · 1982 · 1983 · 1984 · 1985 · 1986 · 1987 · 1988 · 1989 · 1990 · 1991 · 1992 · 1993 · 1994 · 1995 · 1996 · 1997 · 1998 · 1999 · 2000 · 2001 · 2002 · 2003 · 2004 · 2005 · 2006 · 2008 · 2009 · 2010 · 2011 · 2012 · 2013 · 2014 · 2016 · 2018 · 2019